# 摂取院殿
摂取院殿（せつじゅいんどの、応永13年（1406年） - 応永31年4月20日（1424年5月18日））は、室町時代前期の女性。室町幕府第3代将軍・足利義満の娘。第4代将軍・足利義持や第6代将軍・足利義教らの異母妹。

## 生涯
父は足利義満。母は不明だが、この母は出家した際に黒衣を許され、女院御所にも伺候しているため、側室の中でもかなり高位の地位にあったと推測される。義満の晩年の娘で、嵯峨野宮摂取院に入室した。応永31年（1424年）4月20日に死去。享年19。